# Reichenstraße 15 (Boizenburg)
Das Wohnhaus Reichenstraße 15 in Boizenburg/Elbe (Mecklenburg-Vorpommern) ist eines der älteren Fachwerkgebäude im Ort.
Das Gebäude steht unter Denkmalschutz.

## Geschichte
Die Fliesenstadt Boizenburg mit 10.730 Einwohnern (2019) wurde 1171 erstmals erwähnt. 1709 brannten viele Häuser ab.
Das zweigeschossige barocke Fachwerkhaus mit Ausfachungen aus Backsteinen und einem Mansarddach stammt wohl aus dem 18. oder frühen 19. Jahrhundert.
Das Haus wurde Anfang der 2000er Jahre im Rahmen der Städtebauförderung in Abschnitten saniert; viel durch Eigenhilfe des Bauherrn.
Die Stadt hat neben dem Rathaus viele weitere Fachwerkhäuser, z. B. Klingbergstraße 39, Reichenstraße 1 und 17, Wallstraße 32, Große Wallstraße 11 und 19, Königstraße 23 und 24, in Fiefhusen oder am Bollenberg und der Barock-Pavillon am Wall.